# Non preoccuparti/Adesso ricomincerei
Non preoccuparti/Adesso ricomincerei è un singolo della cantante italiana Lara Saint Paul pubblicato nel 1973 dall'etichetta discografica Polydor.

## Il disco
Entrambi i brani confluirono nell'album Lara Saint Paul, pubblicato nell'autunno dello stesso anno.
Il disco è stato arrangiato da Quincy Jones, che ne ha curato anche la direzione dell'orchestra.

## Accoglienza
(Fabrizio Cerqua, Ciao 2001)

## Tracce
Lato A
- Non preoccuparti - 4:07 (Rahamin Clement Chamman - Gaido)

Lato B
- Adesso ricomincerei (I'd Do It Again) - 5:10 (Shel Shapiro - ?)

## Musicisti (in ordine alfabetico)
- Victor Bach: pianoforte e tastiere
- Gianni Basso: sax tenore
- Tullio De Piscopo: batteria
- Angel Pocho Gatti: pianoforte e tastiere
- Massimo Luca: chitarre
- Pino Presti: basso elettrico
- Andrea Sacchi: chitarre
- Oscar Valdambrini: tromba e flicorno
- Sezione archi